# Thư viện công cộng tỉnh và thành phố Tiến sĩ Witold Bełza ở Bydgoszcz

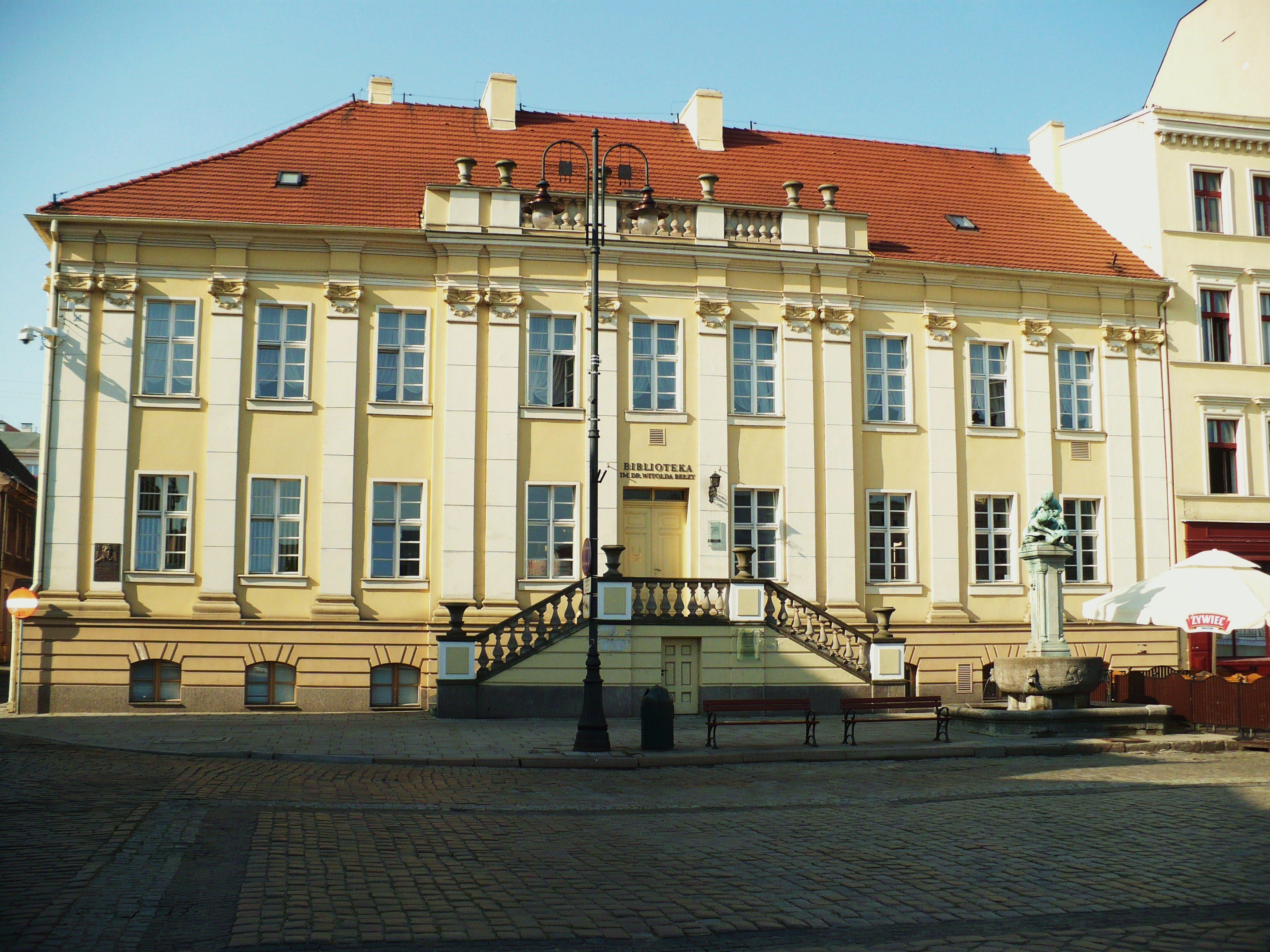
Thư viện công cộng tỉnh và thành phố ở Bydgoszcz (2011)

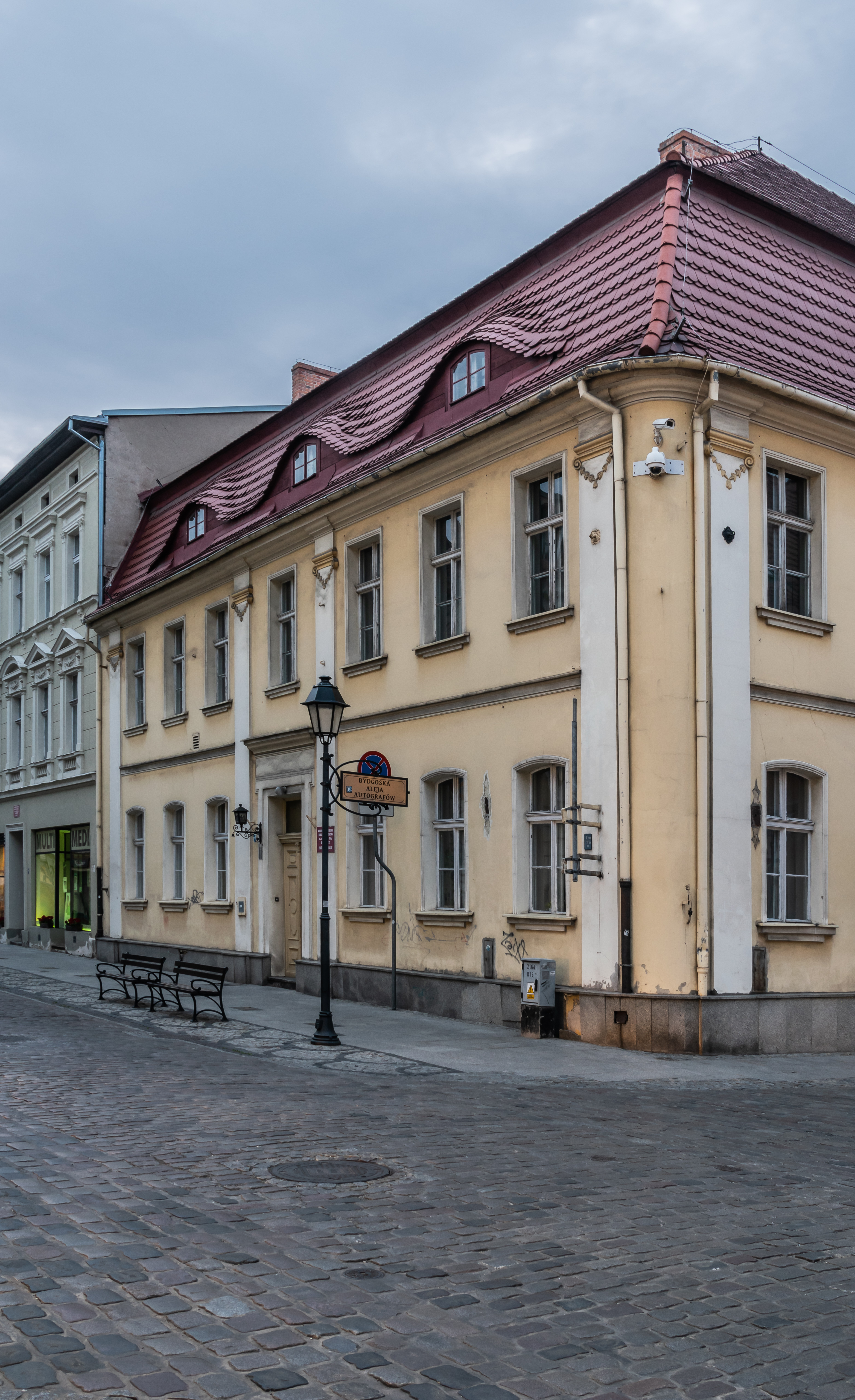
Tòa nhà số 41 phố Długa (2019)

Thư viện công cộng tỉnh và thành phố Tiến sĩ Witold Bełza ở Bydgoszcz (tiếng Ba Lan: Wojewódzka i Miejska Biblioteka Publiczna im. dr Witolda Bełzy w Bydgoszczy) là một trong những thư viện lâu đời nhất tại Bydgoszcz, Ba Lan. Từ năm 2002, thư viện mang tên Tiến sĩ người Ba Lan Witold Bełza. Ngoài ra, đây còn là một công trình kiến trúc có tên trong danh sách di tích cấp tỉnh.

## Vị trí
Thư viện có 2 tòa nhà chính: tòa nhà ở số 24 Quảng trường Chợ Cũ (Stary Rynek) và một tòa khác ở số 41 Phố Długa, Bydgoszcz, Ba Lan.

## Đôi nét về thư viện
Thư viện này là một trung tâm văn hóa quan trọng của thành phố Bydgoszcz. Đây là nơi diễn ra các buổi triển lãm, các hội thảo với nhiều tác giả cũng như các sự kiện dành cho mọi lứa tuổi. Tính riêng trong năm 2014, các hoạt động diễn ra tại thư viện đã thu hút hơn 31.000 du khách. Thư viện công cộng tỉnh và thành phố ở Bydgoszcz bao gồm 34 chi nhánh, trong đó có 10 chi nhánh dành cho trẻ em và 17 chi nhánh dành cho người lớn. Thư viện sở hữu khoảng 1 triệu ấn phẩm và đạt 50.000 độc giả đăng ký vào năm 2014.

## Giám đốc thư viện
| Giai đoạn    | Giám đốc thư viện  |
| ------------ | ------------------ |
| 1903-1913    | Georg Minde-Pouet  |
| 1913-1920    | Martin Bollert     |
| 1920-1939    | Witold Bełza       |
| 1939-1945    | Ferdinand Lang     |
| 1945-1952    | Witold Bełza       |
| 1952-1965    | Józef Podgóreczny  |
| Từ năm 1965  | Bolesława Podraza  |
| Đến năm 1992 | Antoni Sobieszczyk |
| Từ năm 1992  | Ewa Stelmachowska  |